# Daniel Barlaser
Daniel Tan Barlaser, né le 18 janvier 1997 à Gateshead, est un footballeur anglais qui joue au poste de milieu de terrain avec Middlesbrough FC.

## Biographie

### Carrière en club
Issu de l'académie du Newcastle United, il est prêté au Crewe Alexandra, en janvier 2018. En juillet 2019, il est prêté à Rotherham United. 
Le 2 octobre 2020, il rejoint Rotherham United de manière permanente.
Le 29 janvier 2023, il rejoint Middlesbrough.

## Palmarès

### Avec Rotherham United
- Vice-champion d'Angleterre de D3 en 2020.
- Vainqueur de la EFL Trophy en 2022